# Tourouka
Tourouka est une rivière en Côte d'Ivoire. Elle est située dans la partie nord-ouest du pays, à 300 km au nord de Yamoussoukro, la capitale politique du pays. Tourouka fait partie du bassin versant du Bandaman.
Cette rivière a un climat de savane et sa température moyenne est de 24 °C. Le mois de mars est le plus chaud avec 28 °C, et le mois de juillet est le plus froid avec 21 °C. Les précipitations moyennes sont de 1,313 millimètres par an. Le mois le plus humide est août, avec 298 millimètres de précipitations, et le plus sec est décembre, avec 2 millimètres.
| Tourouka Climatogramme Haut : Température maximale moyenne (°C) Bas : Précipitations (mm). Total annuel : 1 313 mm.Source : |          |          |           |           |           |           |           |           |          |          |         |
| J | F        | M        | A         | M         | J         | J         | A         | S         | O        | N        | D       |
| 4 33 17 | 16 34 18 | 65 34 21 | 119 31 22 | 162 28 22 | 165 27 20 | 134 24 18 | 298 24 20 | 209 25 18 | 97 26 19 | 42 28 19 | 2 31 17 |